# Grewia similiopsis
Grewia similiopsis är en malvaväxtart som beskrevs av C. Whitehouse. Grewia similiopsis ingår i släktet Grewia och familjen malvaväxter. Inga underarter finns listade i Catalogue of Life.